# Guianko
Guianko Gómez Medina, né à La Havane, Cuba, est un chanteur de salsa.

Le premier album de Guianko, Llamame Yanko, est sorti en 1995.

Cet album comprenait la chanson Temes, qui atteignit la 11ème place du classement des singles latinos du Billboard cette année-là. 

Il a eu un succès dans le monde entier avec la chanson A Sangre Fria en 1997. 

## Discographie

### Participations
- Can't Buy Me Love (No Puedes Comprarme) sur l'album Tropical Tribute to the Beatles.